# Шахтёрск (порт)
Шахтёрск — российский морской порт, расположен на западном побережье острова Сахалин, на берегу Татарского пролива Японского моря в заливе Гаврилова, между мысом Гаврилова и мысом Низменный. Населённый пункт - город Шахтёрск Сахалинской области. Время навигации - с марта по декабрь включительно.
Порт включает рейд и внутреннюю гавань. Порт имеет 28 причалов общей протяженностью 2 113 погонных метров. в которой имеется 4 причала, из которых один пассажирский, отстойный; два для угля, генеральных грузов, лесных грузов и один угольный. Площадь акватории - 12,42 кв.км.
Стивидорная компания — ООО «Морской порт Шахтёрск». Оборудование — 3 портальных крана, гусеничный кран, конвейерная линия, 2 автопогрузчика, 2 бульдозера. Площадь складов/ёмкость резервуаров: открытых — 9 тыс. кв. м., крытых — 430 кв. м., резерв — 72 кв. м. Порт Шахтёрск включает терминалы — морской терминал Бошняково, морской терминал Красногорск, морской терминал Углегорск.

## Грузооборот
| Грузооборот тыс. т | Грузооборот тыс. т | Грузооборот тыс. т | Грузооборот тыс. т | Грузооборот тыс. т | Грузооборот тыс. т | Грузооборот тыс. т | Грузооборот тыс. т | Грузооборот тыс. т | Грузооборот тыс. т |           |
| 2003               | 2004               | 2005               | 2006               | 2007               | 2008               | 2009               | 2010               | 2011               | 2015               | 2020      |
| ------------------ | ------------------ | ------------------ | ------------------ | ------------------ | ------------------ | ------------------ | ------------------ | ------------------ | ------------------ | --------- |
| 713,7              | ▼537,2             | ▲705,7             | ▼527,2             | ▲701,8             | ▲891,8             | ▼784,8             | ▲1 068,8           | ▲1 566,5           | ▲3 700,0           | ▲10 700,0 |

## История[5]
- В 1925—1933 г.г. в морском порту были построены бетонные гидротехнические сооружения: южный мол, восточная причальная стенка, западный мол, южная оградительная стенка, берегоукрепление, набережная берегоукрепления. Морской порт был оснащён системой конвейеров и перегрузочным оборудованием.
- В 1946 году Постановлением Совета Министров СССР от 1.04.1946 № 27р создан Углегорский морской торговый порт в состав которого вошёл морской порт Шахтёрск.
- В 1951 году Постановлением Совета Министров СССР от 06.11.1951 № 4393-1972с морской порт Шахтёрск был открыт для захода иностранных судов.
- В 1992 году на базе имущественного комплекса портового пункта Шахтёрск Углегорского морского торгового порта было образовано предприятие «Морской торговый порт Шахтёрск».
- В 2000 году в морском порту Шахтёрск был введён в эксплуатацию на базе западного мола построенный угольный причал длиной 78 метров и глубинами до 5,0 м.
- В 2006—2010 г.г. осуществлялась реконструкция гидротехнических сооружений морского порта Шахтёрск, в результате которой был удлинён угольный причал на 48 погонных метров, в результате чего его длина достигла 152 п. м.
- В октябре 2010 г. Распоряжением Правительства России от 5.10.2010 № 1676-р были утверждены границы морского порта Шахтёрск. В границы морского порта были включены обособленные морские терминалы Бошняково, Красногорск и Углегорск.
- В марте 2011 г. Распоряжением Росморречфлота от 29.03.2011 № АД-56-р сведения о морском порте Шахтёрск были внесены в Реестр морских портов Российской Федерации.
- В мае 2012 г. приказом Росморречфлота от 28.05.2012 № 67 в целях реализации приказа Минтранса России от 9.12.2012 № 277 «Об утверждении Правил регистрации судов и прав на них в морских портах» морскому порту Шахтёрск был присвоен номер порта — 60 и буквенный индекс порта — ШК.